# Mark finlandais
Pour les articles homonymes, voir Mark, Marka et FIM.
Le mark finlandais (en finnois : markka, en suédois : mark) a été la monnaie de la Finlande du 4 avril 1860 au 1er janvier 2002, date à laquelle il est remplacé par l'euro. Sa subdivision est le penni, un mark valant cent penniä. Son abréviation courante est mk ou Smk et son code selon la norme ISO 4217 est FIM.

## Taux de conversion
1 euro = 5,945 73 FIM.

## Histoire du mark finlandais
Le mark est l'unité monétaire de la Finlande en 1860. La Finlande était alors un grand-duché russe et le mark est défini comme un quart de rouble. Il est divisé en cent centimes ou penniä.
Les premières pièces en argent ont été frappées lors de l'autonomie de la Finlande. La Suomen Rahapaja, la monnaie de Finlande, est créée en 1864 à Katajanokka. Dès 1895, la valeur du mark finlandais est liée au cours de l'argent.
La Banque de Finlande est créée en 1917, lors de l'indépendance de la Finlande. Le mark finlandais est réintroduit et lié à l'or.
Pendant la Seconde Guerre mondiale, la mark finlandais a subi une forte inflation. Lors de la réforme monétaire de 1963, le nouveau mark a été mis en service, équivalent à cent anciens marks.
Les pièces et billets en marks ont perdu leur cours légal le 1er mars 2002, à la suite de la mise en circulation de l'euro.

## Numismatique et billetophilie
Pièces de monnaie
Billets de banque
La dernière édition des billets de banque en mark finlandais a été mise en circulation en 1986 et est l'œuvre de l'artiste Erik Bruun. Les valeurs disponibles alors étaient les suivantes :
- 10 marks (bleu) - Paavo Nurmi (1897–1973), athlète et champion olympique.
- 20 marks (bleu/vert) - Väinö Linna (1920–1992), auteur et romancier.
- 50 marks (brun) - Alvar Aalto (1898–1976), architecte.
- 100 marks (vert) - Jean Sibelius (1865-1957), compositeur.
- 500 marks (rouge) - Elias Lönnrot (1802-1884), linguiste et auteur du Kalevala.
- 1 000 marks (bleu/pourpre) - Anders Chydenius (1729-1803), prêtre et homme d'État.
- Le billet de 5 000 marks (rouge/pourpre) n'a jamais été mis en service.

## Pour aller plus loin